# Арта Биляли-Зендели
Арта Биляли-Зендели (на албански: ‪Arta Bilalli Zendeli‬, на македонска литературна норма: Арта Биљали- Зендели) е политик от Северна Македония от албански произход.

## Биография
Родена е на 11 април 1981 година в град Прищина, тогава в Социалистическа федеративна република Югославия. Завършва Юридическия факултет на Скопския университет, след което защитава докторска дисертация. На 15 юли 2020 година е избрана за депутат от Демократичния съюз за интеграция в Събранието на Северна Македония.